# Michael Martin (Fußballspieler)
Michael Martin (* 10. Juli 2000 in Crailsheim) ist ein deutscher Fußballspieler.

## Karriere
Martin begann seine Karriere beim VfR Aalen. Zur Saison 2015/16 wechselte er in die Jugend des 1. FC Heidenheim. Zur Saison 2017/18 kam er in die U-19 des VfL Bochum. Nach zwei Spielzeiten verließ er Bochum wieder. Nach einer Halbsaison ohne Klub schloss er sich im Januar 2020 den siebtklassigen Sportfreunden Schwäbisch Hall an. Im Januar 2021 wechselte er zum Regionalligisten FC Bayern Alzenau. Für Alzenau absolvierte er bis zum Ende der Saison 2020/21 19 Partien in der Regionalliga. Mit den Bayern stieg er allerdings zu Saisonende aus der vierthöchsten Spielklasse ab, woraufhin er den Klub verließ.
Nach über drei Monaten ohne Verein wechselte Martin im Oktober 2021 zum österreichischen Zweitligisten SK Vorwärts Steyr, bei dem er einen bis Juni 2022 laufenden Vertrag erhielt. Im selben Monat debütierte er auch in der 2. Liga, als er am elften Spieltag der Saison 2021/22 gegen den Floridsdorfer AC in der Startelf stand. Bei Steyr entwickelte er sich prompt zum Leistungsträger im Mittelfeld der Oberösterreicher und kam zu 14 Einsätzen, in denen er vier Tore erzielte. Im April 2022 kam es jedoch zu einem Vertrauensbruch mit dem Präsidium Steyrs, woraufhin Martin suspendiert wurde, sein auslaufender Vertrag wurde daher nicht verlängert und er verließ Vorwärts nach der Saison 2021/22 wieder.
Daraufhin wechselte er zur Saison 2022/23 zum Bundesligisten SV Ried, bei dem er einen bis Juni 2024 laufenden Vertrag erhielt. Für Ried kam er zu 28 Einsätzen in der Bundesliga, aus der er mit dem Team zu Saisonende aber abstieg. Nach zwei Einsätzen in der 2. Liga zu Beginn der Saison 2023/24 kehrte Martin im September 2023 nach Deutschland zurück und wechselte zum Zweitligisten SC Paderborn 07. Nachdem er in Paderborn ohne Einsatz geblieben war, wechselte er im Januar 2024 schwedischen Erstligisten IK Sirius.